# Southside Rockers
Die Southside Rockers sind eine 1993 gegründete deutsche Musik- und Breakdance-Gruppe.

## Geschichte
Die Gruppe entstand 1993 aus einer Fusion von vier Breakdance-Crews: den „Point Blank Breakers“ aus Heidelberg, den „Kinder der Zukunft“ aus Pforzheim, „Breakin-Effects“ und „B-Force“ aus Stuttgart. Sie sind auch Teil der Stuttgarter Kolchose und traten 1997 im Musikvideo zu „Wenn der Vorhang fällt“ von Freundeskreis feat. Wasi auf. Im gleichen Jahr gingen sie mit Freundeskreis, Massive Töne, Afrob, Dj Thomilla und DJ Friction auf Deutschlandtournee.
1996 waren die Southside Rockers im Musikvideo „B-Boys Revenge“ von Zeb Roc Ski & Stieber Twins zu sehen, das beim Battle of the Year in Celle gedreht wurde. 1997 gewannen sie beim Battle of the Year den Award für die beste Show.
1998 wurde die Gruppe gebeten, den #1 Charthit It’s Like That von Run-D.M.C. vs. Jason Nevins zu präsentieren. Nach mehreren TV- und Live-Auftritten, darunter The Dome 5 und dem Comet Award, veröffentlichten die Southside Rockers ihre eigene erste Single Rock On. Die Uraufführung hatten sie bei The Dome 7.
Beim Musikvideo zu „Rock On“ das in New York gedreht wurde, hatte Jorge „Popmaster Fabel“ Pabon von der Rock Steady Crew einen Cameo-Auftritt.
Die Southside Rockers traten gemeinsam mit der Rock Steady Crew im Musikvideo zu „DJ Tomekk - 1, 2, 3, ... Rhymes Galore (From New York To Germany)“ auf, welches 1999 veröffentlicht wurde. Das Video, inszeniert von Specter Berlin, präsentiert Breakdance-Performances beider Gruppen und kennzeichnet sie sowohl visuell als auch textlich durch einen Credit.
Im Jahr 2000 waren die Southside Rockers gemeinsam mit den Flying Steps im Musikvideo „BBoyizm“ von Spax feat. DJ Mirko Machine zu sehen.
Das Musical „Ghettoblaster - Stimme der Straße“ hatte im Jahr 2001 seine Uraufführung in Heidelberg und wurde in Koproduktion mit dem Unterwegstheater FNAC aus Heidelberg inszeniert. Im gleichen Jahr folgten weitere Aufführungen in Stuttgart und Crailsheim. 2002 wurde das Musical nach Montpellier, Frankreich, der Partnerstadt Heidelbergs, für eine Aufführung eingeladen. Die Show kombiniert Breakdance, Musik und Theater und thematisiert die Herausforderungen und das Leben in urbanen Umgebungen.
Das Stadtblatt Heidelberg bezeichnete die Southside Rockers 2001 als langjährige „Meister der Szene“. Zur Charakterisierung des Musicals schreibt es: „Die martialisch männliche Domäne HipHop offenbart sich hier als virtuoser Wettstreit konkurrierender Gruppen unter friedlichen, klar definierten Regeln.“

## Diskografie

### Studioalben
| Jahr | Titel Musiklabel                 | Höchstplatzierung, Gesamtwochen, AuszeichnungChartsChartplatzierungen (Jahr, Titel, Musiklabel, Platzierungen, Wochen, Auszeichnungen, Anmerkungen) | Anmerkungen                            |
| Jahr | Titel Musiklabel                 | DE | Anmerkungen                            |
| ---- | -------------------------------- | --- | -------------------------------------- |
| 1999 | Street Dance Epic Records (Sony) | — | Erstveröffentlichung: 20. Oktober 1999 |

### Singles
| Jahr | Titel Album                         | Höchstplatzierung, Gesamtwochen, AuszeichnungChartsChartplatzierungen (Jahr, Titel, Album, Platzierungen, Wochen, Auszeichnungen, Anmerkungen) | Anmerkungen                                                        |
| Jahr | Titel Album                         | DE | Anmerkungen                                                        |
| ---- | ----------------------------------- | --- | ------------------------------------------------------------------ |
| 1998 | Rock On Street Dance                | DE56 (9 Wo.)DE | Erstveröffentlichung: 20.Juni 1998                                 |
| 1999 | Everybody Now (Olá Ey) Street Dance | DE71 (5 Wo.)DE | Erstveröffentlichung: 1.Februar 1999                               |
| 1999 | B-Boy Anthem Street Dance           | — | Erstveröffentlichung: 5.Mai 1999 mit Zulusoundsystem feat. Trooper |
| 1999 | Street Dance                        | DE70 (7 Wo.)DE | Erstveröffentlichung: 27.September 1999                            |
| 2000 | Jump –                              | DE68 (5 Wo.)DE | Erstveröffentlichung: 25.September 2000                            |
| 2000 | Old School Scat –                   | — | Erstveröffentlichung: 25.September 2000                            |

## Erfolge und Auszeichnungen
- 1997 – Battle of the Year (BOTY) International / Braunschweig – Award Best Show[6]
- 1997 – Battle of the Year (BOTY) International / Braunschweig – 2. Platz[7]
- 1997 – Urban Skillz / Zürich – 1. Platz[6][8]
- 1997 – UK B-Boy Championships / London – 2. Platz[6]